# سام وستلي
سام وستلي (بالإنجليزية: Sam Westley)‏ هو لاعب كرة قدم بريطاني في مركز الدفاع، ولد في 4 فبراير 1994 في لوتن في المملكة المتحدة. لعب مع في في في فينلو ووست هام يونايتد.

## وصلات خارجية
- سام وستلي على موقع قاعدة بيانات كرة القدم.إي يو (الإنجليزية)
- سام وستلي على موقع Soccerbase.com (لاعب) (الإنجليزية)
- سام وستلي على موقع Soccerway.com (الإنجليزية)
- سام وستلي على موقع AS.com (الإسبانية)